# Venerdì gnoccolaro
Il venerdì gnoccolaro (o venerdì gnoccolàr, venerdì de' gnocchi o Gnoccolare) è un'antica festa popolare nata a Verona nel Cinquecento e tramandata sino ai giorni nostri.

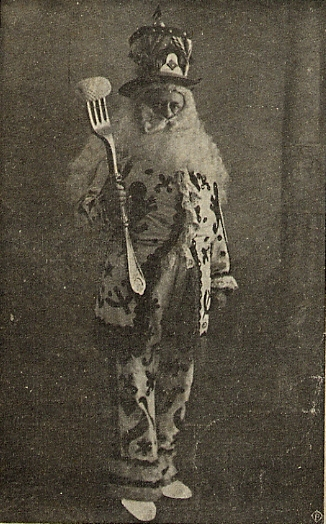
Verona. Papà del Gnoco in una foto d'epoca.

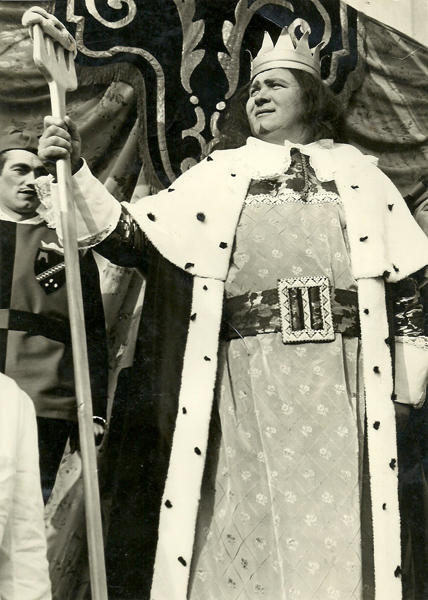
Castel Goffredo, Re Gnocco nel 1964.

## Storia
La festa trae origine da una sollevazione del popolo contro i fornai avvenuta a Verona nel 1531 in seguito a una terribile carestia, causata da un'improvvisa inondazione dell'Adige e aggravata dal sacco delle truppe germaniche che attraversarono il veronese, dopo la Pace di Cambrai.
Per sedare la popolazione affamata vennero eletti alcuni probi cittadini, tra i quali il medico Tommaso da Vico, affinché provvedessero a sfamare la cittadinanza con i proventi dei dazi sulle castagne e sulle olive. Questo episodio prese il nome di gnoccolare ed avvenne l'ultimo venerdì di carnevale, giorno in cui vennero distribuiti pane, vino, farina, burro e formaggio nella piazza San Zeno del popoloso quartiere cittadino.   
La tradizione vuole che Tommaso da Vico, che abitò in una via del quartiere, lasci un legato nel suo testamento affinché tutti gli anni al popolo del rione di San Zeno vengano distribuiti  generi alimentari e venga inoltre celebrata una festa  durante il periodo di Carnevale (il racconto è riportato da Dalla Corte). In realtà il testamento, che esiste, lascia unico erede il figlio Marc'Antonio, il quale dovrà innalzargli un monumento, e non menziona alcun lascito al Bacanal.  
Sta di fatto che il monumento a Da Vico essendo vicino al grande tavolo di pietra dove l'ultimo venerdì di Carnevale  - il "Vènerdi Casolar", così chiamato il Venerdì Grasso  e poi "Vènerdi Gnocolar" - venivano invitati a banchettare dodici poveri della parrocchia, a spese dell'abate e dei signori del tempo, in seguito nacque la leggenda dell'istituzione del Baccanale da parte del Da Vico con il presunto lascito nel testamento. 
Da questa ricorrenza derivano il Bacanàl del Gnoco e la figura di Papà del Gnoco, tipica maschera veronese.
La stessa tradizione storica accomuna anche Castel Goffredo, in provincia di Mantova, dove ogni quattro anni, l'ultimo venerdì di carnevale, viene incoronato Re Gnocco e distribuiti gratuitamente gli gnocchi nella rinascimentale piazza Mazzini.
Il venerdì gnoccolaro viene festeggiato anche ad Arco, in provincia di Trento, con distribuzione degli gnocchi; e a Monteforte d'Alpone, in provincia di Verona, con la compagnia del Principe del Gnoco, una delle tre storiche maschere montefortiane che animano il Carnevalon de l'Alpon.